# Unione Sportiva Pergocrema 1991-1992
Questa pagina raccoglie le informazioni riguardanti l'Unione Sportiva Pergocrema nelle competizioni ufficiali della stagione 1991-1992.

## Rosa
| N. |                   | Ruolo | Calciatore         |
| -- | ----------------- | ----- | ------------------ |
|    | Italia (bandiera) | D     | Roberto Beretta    |
|    | Italia (bandiera) | C     | Stefano Bhom       |
|    | Italia (bandiera) | A     | Giuseppe Caruso    |
|    | Italia (bandiera) | C     | Gianluca Coti      |
|    | Italia (bandiera) | D     | Angelo Donetti     |
|    | Italia (bandiera) | A     | Federico Francini  |
|    | Italia (bandiera) | C     | Roberto Giacometti |
|    | Italia (bandiera) | D     | Alessandro Lenisa  |
|    | Italia (bandiera) | P     | Paolo Locatelli    |
|    | Italia (bandiera) | D     | Mauro Mayer        |
|    | Italia (bandiera) |       | Mazzoleni          |

| N. |                   | Ruolo | Calciatore               |
| -- | ----------------- | ----- | ------------------------ |
|    | Italia (bandiera) | C     | Massimo Peluffo          |
|    | Italia (bandiera) | A     | Mauro Perina             |
|    | Italia (bandiera) | C     | Maurizio Pertusi         |
|    | Italia (bandiera) | P     | Gian Battista Piacentini |
|    | Italia (bandiera) | D     | Claudio Pozzi            |
|    | Italia (bandiera) | D     | Fabrizio Roda            |
|    | Italia (bandiera) | C     | Luca Tallandini          |
|    | Italia (bandiera) | C     | Roberto Terzi            |
|    | Italia (bandiera) | A     | Alessandro Toffoli       |
|    | Italia (bandiera) | C     | Roberto Venturato        |

## Risultati

### Campionato

#### Girone di andata
| 16 settembre 1990 1ª giornata | Fiorenzuola | 1 – 0 | Pergocrema |  |

| 23 settembre 1990 2ª giornata | Pergocrema | 2 – 0 | Valdagno |  |

| 30 settembre 1990 3ª giornata | Ravenna | 1 – 1 | Pergocrema |  |

| 7 ottobre 1990 4ª giornata | Leffe | 0 – 0 | Pergocrema |  |

| 14 ottobre 1990 5ª giornata | Pergocrema | 3 – 0 | Treviso |  |

| 21 ottobre 1990 6ª giornata | Solbiatese | 2 – 1 | Pergocrema |  |

| 4 novembre 1990 7ª giornata | Pergocrema | 1 – 0 | Legnano |  |

| 11 novembre 1990 8ª giornata | Cittadella | 2 – 2 | Pergocrema |  |

| 18 novembre 1990 9ª giornata | Pergocrema | 0 – 1 | Pievigina |  |

| 25 novembre 1990 10ª giornata | Saronno | 2 – 2 | Pergocrema |  |

| 2 dicembre 1990 11ª giornata | Pergocrema | 1 – 0 | Ospitaletto |  |

| 9 dicembre 1990 12ª giornata | Lecco | 1 – 1 | Pergocrema |  |

| 16 dicembre 1990 13ª giornata | Pergocrema | 2 – 2 | Suzzara |  |

| 30 dicembre 1990 14ª giornata | SPAL | 0 – 0 | Pergocrema |  |

| 6 gennaio 1991 15ª giornata | Pergocrema | 0 – 0 | Centese |  |

| 13 gennaio 1991 16ª giornata | Virescit Bergamo | 2 – 0 | Pergocrema |  |

| 20 gennaio 1991 17ª giornata | Pergocrema | 2 – 2 | Palazzolo |  |

#### Girone di ritorno
| 3 febbraio 1991 18ª giornata | Pergocrema | 1 – 1 | Fiorenzuola |  |

| 10 febbraio 1991 19ª giornata | Valdagno | 1 – 3 | Pergocrema |  |

| 17 marzo 1991 20ª giornata | Pergocrema | 1 – 0 | Ravenna |  |

| 24 febbraio 1991 21ª giornata | Pergocrema | 1 – 0 | Leffe |  |

| 3 marzo 1991 22ª giornata | Treviso | 0 – 0 | Pergocrema |  |

| 17 marzo 1991 23ª giornata | Pergocrema | 0 – 1 | Solbiatese |  |

| 24 marzo 1991 24ª giornata | Legnano | 0 – 1 | Pergocrema |  |

| 30 marzo 1991 25ª giornata | Pergocrema | 2 – 1 | Cittadella |  |

| 7 aprile 1991 26ª giornata | Pievigina | 1 – 1 | Pergocrema |  |

| 14 aprile 1991 27ª giornata | Pergocrema | 2 – 1 | Saronno |  |

| 28 aprile 1991 28ª giornata | Ospitaletto | 1 – 1 | Pergocrema |  |

| 5 maggio 1991 29ª giornata | Pergocrema | 5 – 4 | Lecco |  |

| 12 maggio 1991 30ª giornata | Suzzara | 0 – 0 | Pergocrema |  |

| 19 maggio 1991 31ª giornata | Pergocrema | 2 – 4 | SPAL |  |

| 26 maggio 1991 32ª giornata | Centese | 1 – 0 | Pergocrema |  |

| 2 giugno 1991 33ª giornata | Pergocrema | 1 – 1 | Virescit Bergamo |  |

| 9 giugno 1991 34ª giornata | Palazzolo | 3 – 1 | Pergocrema |  |